# I Wonder Pictures
I Wonder Pictures è una società di distribuzione cinematografica italiana, fondata da Andrea Romeo, con sede a Bologna.

## Storia
Nata dall'esperienza di Biografilm Festival, I Wonder Pictures ha iniziato la sua attività focalizzandosi principalmente su documentari di alta qualità provenienti sia dall’Italia che dall’estero.
Nel 2013, I Wonder Pictures distribuisce Searching for Sugar Man di Malik Bendjelloul, vincitore dell'Oscar al miglior documentario, che racconta la storia del musicista Sixto Rodríguez, da una delle cui canzoni trae ispirazione il nome della società.
Tra gli autori più importanti, la società felsinea ha avuto modo di portare in Italia pellicole firmate da Joshua Oppenheimer, Patricio Guzmán, Morgan Neville, Errol Morris e Werner Herzog.
Nel 2015, distribuisce nelle sale Dio esiste e vive a Bruxelles di Jaco Van Dormael. Il film ottiene un ottimo successo mediatico, collezionando numerose candidature e riconoscimenti. Grazie a questa esperienza, I Wonder Pictures si apre al cinema di finzione, con particolare attenzione alla commedia e al cinema francese. Tra i titoli si ricordano Due sotto il burqa di Sou Abadi e La Belle époque di Nicolas Bedos.
Tra il 2018 e 2021, I Wonder Pictures ha consolidato la sua posizione come punto di riferimento per il cinema d’autore, distribuendo opere come Morto Stalin, se ne fa un altro di Armando Iannucci, Titane di Julia Ducournau e Illusioni perdute di Xavier Giannoli.
Nel 2021, I Wonder Pictures annuncia la propria piattaforma streaming IWonderfull, realizzata in collaborazione con Prime Video.
La distribuzione di Everything Everywhere All at Once, nel 2021, rappresenta l’inizio di una nuova fase caratterizzata dall’ampliamento del catalogo verso titoli internazionali di rilievo. Da allora la società ha portato in Italia pellicole come The Whale di Darren Aronofsky, Beau ha paura di Ari Aster, La zona d'interesse di Jonathan Glazer e The Substance di Coralie Fargeat. il 2025 segna l’avvio di una sempre più forte collaborazione tra I Wonder Pictures e la casa di produzione americana A24.

## Film distribuiti
- La fabbrica del rock - The Wrecking Crew, di Denny Tedesco (2008)
- Politicamente scorretto (The Hunter S. Thompson's Gonzo), di Alex Gibney (2008)
- Nostalgia della luce (Nostalgia de la luz), di Patricio Guzmán (2010)
- Into Eternity: A Film for the Future, di Michael Madsen (2010)
- L'atto di uccidere (The Act of Killing), di Joshua Oppenheimer (2012)
- Stories We Tell, di Sarah Polley (2012)
- Per nessuna buona ragione (For no good reason), di Charlie Paul (2012)
- Searching for Sugar Man, di Malik Bendjelloul (2013)
- Stop the Pounding Heart, di Roberto Minervini (2013)
- The Last Impresario, di Gracie Otto (2013)
- Ulay Performing Life, di Damjan Kozole (2013)
- Dangerous Acts Starring the Unstable Elements of Belarus, di Madeleine Sackler (2013)
- The Square - Dentro la rivoluzione (Al midan), di Jehane Noujaim (2013)
- Femen - L'Ucraina non è in vendita (Ukraine Is Not a Brothel), di Kitty Green (2013)
- Pussy Riot (Pussy Riot: a Punk Prayer), di Mike Lerner e Maxim Pozdorovkin (2013)
- The Unknown Known - Morris VS Rumsfeld, di Errol Morris (2013)
- The Gatekeepers - I guardiani di Israele (The Gatekeepers), di Dror Moreh (2013)
- Tim Hetherington: dalla linea del fronte (Which Way Is the Front Line from here? The Life and Time of Tim Hetherington), di Sebastian Junger (2013)
- La Maison de La Radio, di Nicolas Philibert (2013)
- Is the Man Who Is Tall Happy?, di Michel Gondry (2013)
- Gitanistan - Lo stato immaginario delle famiglie rom salentine, di Pierluigi De Donno, Claudio “Cavallo” Giagnotti (2014)
- Lei disse sì, di Maria Pecchioli (2014)
- Senza Lucio, di Mario Sesti (2014)
- Piccoli così, di Angelo Marotta (2014)
- Life Itself, di Steve James (2014)
- Il teorema della crisi – The Forecaster, di Marcus Vetter, Karin Steinberger (2014)
- The look of silence, di Joshua Oppenheimer (2014)
- Iris, di Albert Maysles (2014)
- Il Ring - Gore Vidal VS William Buckley (Best of Enemies), di Robert Gordon, Morgan Neville (2014)
- Rocks in My Pockets, di Signe Baumane (2014)
- Cattedrali della cultura 3D, di Wim Wenders, Michael Glawogger, Michael Madsen, Robert Redford, Margreth Olin, Karim Aïnouz (2014)
- Jimi: All Is by My Side, di John Ridley (2014)
- Frank, di Lenny Abrahamson (2014)
- SmoKings, di Michele Fornasero (2014)
- The Lesson - Scuola di vita, di Kristina Grozeva e Petar Valchanov (2014)
- National Gallery, di Frederick Wiseman (2014)
- Citizenfour, di Laura Poitras (2014)
- Napolislam, di Ernesto Pagano (2015)
- Olmo e il gabbiano, di Petra Costa, Lea Glob (2015)
- Partisan, di Ariel Kleiman (2015)
- Se non vieni a vedere questo film ammazziamo il cane - La storia di National Lampoon (Drunk Stoned Brilliant Dead: The Story of the National Lampoon), di Douglas Tirola (2015)
- Un incontro ravvicinato (The Visit), di Michael Madsen (2015)
- Il complotto di Chernobyl - The Russian Woodpecker di Chad Gracia (2015)
- La memoria dell'acqua, di Patricio Guzmán (2015)
- Ma ma - Tutto andrà bene (Ma ma), regia di Julio Medem (2015)
- Janis (Janis: Little Girl Blue), regia di Amy J. Berg (2015)
- Steve McQueen - Una vita spericolata, regia di John McKenna e Gabriel Clarke (2015)
- Dio esiste e vive a Bruxelles, regia di Jaco Van Dormael (2015)
- Reset - Storia di una creazione, regia di Thierry Demaizière e Alban Teurial (2015)
- The Frankenstein Complex, regia di Gilles Penso e Alexandre Poncet (2015)
- Ciao amore, vado a combattere, regia di Simone Manetti (2016)
- Zero Days, regia di Alex Gibney (2016)
- The Space in Between: Marina Abramovic and Brazil, di Marco Del Fiol (2016)
- Il fiume ha sempre ragione, di Silvio Soldini (2016)
- Porno e libertà, regia di Carmine Amoroso (2016)
- Spira mirabilis, di Massimo D'Anolfi e Martina Parenti (2016)
- Parola di Dio, regia di Kirill Serebrennikov (2016)
- Lo and Behold - Internet: il futuro è oggi, regia di Werner Herzog (2016)
- Liberami, regia di Federica Di Giacomo (2016)
- La principessa e l'aquila, regia di Otto Bell (2016)
- Le stagioni di Louise, regia di Jean-François Laguionie (2016)
- Yo Yo Ma e i musicisti della via della seta, regia di Morgan Neville (2016)
- Glory - Non c'è tempo per gli onesti, regia di Kristina Grozeva e Petar Valchanov (2016)
- Renzo Piano, regia di Carlos Saura (2016)
- Life, Animated, regia di Roger Ross Williams (2016)
- Io danzerò (La danseuse), regia di Stephanie Di Giusto (2016)
- Caro Lucio ti scrivo, regia di Riccardo Marchesini (2017)
- The Paris Opera, regia di Jean-Stéphane Bron (2017)
- Manifesto, regia di Julian Rosefeldt (2017)
- Faithfull, regia di Sandrine Bonnaire (2017)
- My Generation, regia di David Batty (2017)[7]
- Rumble: Il grande spirito del rock, regia di Catherine Bainbridge e Alfonso Maiorana (2017)
- Nothingwood, regia di Sonia Kronlund (2017)
- Happy Winter, regia di Giovanni Totaro (2017)
- Bill Viola - L'ultimo genio del Rinascimento (Bill Viola - The road to st.Paul's), regia di Gerald Fox (2017)
- Ex Libris - The New York Public Library, regia di Frederick Wiseman (2017)
- Due sotto il burqa, regia di Sou Abadi (2017)
- Nico, 1988, regia di Susanna Nicchiarelli (2017)[8]
- Morto Stalin, se ne fa un altro (The Death of Stalin), regia di Armando Iannucci (2017)[9]
- Dopo la guerra, regia di Annarita Zambrano (2017)[10]
- Hannah, regia di Andrea Pallaoro (2017)[11]
- Museo - Folle rapina a Città del Messico (Museo), regia di Alonso Ruizpalacios (2018)
- Summer, regia di Kirill Serebrennikov (2018)
- Il gioco delle coppie (Doubles Vies), regia di Olivier Assayas (2018)
- Ognuno ha diritto ad amare - Touch Me Not (Touch Me Not), regia di Adina Pintilie (2018)
- Ex-Otago - Siamo come Genova, regia di Paolo Santamaria (2019)[12]
- La promessa dell'alba, regia di Eric Barbier (2018)
- Ancora un giorno (Another Day of Life), regia di Raúl de la Fuente, Damian Nenow (2018)
- Quello che i social non dicono, regia di Hans Block, Moritz Riesewick (2018)
- Quando eravamo fratelli (We the Animals), regia di Jeremiah Zagar (2018)
- L'alfabeto di Peter Greenaway, regia di Saskia Boddeke (2018)
- Diamantino - Il calciatore più forte del mondo (Diamantino), regia di Gabriel Abrantes e Daniel Schmidt (2018)
- La prima vacanza non si scorda mai (Premiers vacances), regia di Patrick Cassir (2019)
- Selfie di famiglia, regia di Lisa Azuelos
- Vivere, che rischio, regia di Michele Mellara, Alessandro Rossi
- Il mio profilo migliore (Celle que vous croyez), regia di Safy Nebbou (2019)
- Pepe Mujica - Una vita suprema, regia di Emir Kusturica
- La belle époque, regia di Nicolas Bedos
- Il mistero Henri Pick (Le Mystère Henri Pick), regia di Rémi Bezançon (2019)
- Herzog incontra Gorbaciov, regia di Werner Herzog, Andre Singer
- Monos - Un gioco da ragazzi (Monos), regia di Alejandro Landes (2019)
- La piazza della mia città - Bologna e Lo Stato Sociale, regia di Paolo Santamaria (2020)
- Gli anni amari, regia di Andrea Adriatico (2020)
- La padrina - Parigi ha una nuova regina (La daronne), regia di Jean-Paul Salomé (2020)
- Palm Springs - Vivi come se non ci fosse un domani (Palm Springs), regia di Max Barbakow (2020)
- Stardust - David prima di Bowie (Stardust), regia di Gabriel Range (2020)
- Titane, regia di Julia Ducournau (2021)
- Annette, regia di Leos Carax (2021)
- Atlantide, regia di Yuri Ancarani (2021)
- Belle, regia di Mamoru Hosoda (2021)
- Illusioni perdute (Illusions perdues), regia di Xavier Giannoli (2021)
- Il cieco che non voleva vedere Titanic (Sokea mies, joka ei halunnut nähdä Titanicia), regia di Teemu Nikki (2021)
- Flee (Flugt), regia di Jonas Poher Rasmussen (2021)
- Everything Everywhere All at Once, regia di Daniel Kwan e Daniel Scheinert (2022)
- The Whale, regia di Darren Aronofsky (2022)
- Piggy (Cerdita), regia di Carlota Pereda (2022)
- Unicorn Wars, regia di Alberto Vàzquez (2022)
- Beau ha paura (Beau Is Afraid), regia di Ari Aster (2023)
- La verità secondo Maureen K. (La Syndicaliste), regia di Jean-Paul Salomé (2023)
- L'invenzione della neve, regia di Vittorio Moroni (2023)
- Mi fanno male i capelli, regia di Roberta Torre (2023)
- Dream Scenario - Hai mai sognato quest'uomo? (Dream Scenario), regia di Kristoffer Borgli (2023)
- Il libro delle soluzioni (Le Livre des solutions), regia di Michel Gondry (2023)
- Un anno difficile (Une année difficile), regia di Olivier Nakache e Éric Toledano (2023)
- L'estate di Cléo (Àma Gloria), regia di Marie Amachoukeli (2023)
- El paraíso, regia di Enrico Maria Artale (2023)
- La quercia e i suoi abitanti, regia di Laurent Charbonnier e Michel Seydoux (2024)
- Yannick - La rivincita dello spettatore (Yannick), regia di Quentin Dupieux (2024)
- La zona d'interesse (The Zone of Interest), regia di Jonathan Glazer (2024)
- Sull'Adamant - Dove l'impossibile diventa possibile (Sur l'Adamant), regia di Nicolas Philibert (2024)
- Il mio amico robot (Robot Dreams), regia di Pablo Berger (2024)
- Vincent deve morire (Vincent doit mourir), regia di Stéphan Castang (2024)
- Linda e il pollo (Linda veut du poulet!), regia di Chiara Malta e Sébastien Laudenbach (2024)
- Augure - Ritorno alle origini (Omen), regia di Baloji (2024)
- Non volere volare (Northern Comfort), regia di Hafsteinn Gunnar Sigurðsson (2024)
- Ritratto di un amore (Bonnard, Pierre et Marthe), regia di Martin Provost (2024)
- The Animal Kingdom (Le Règne animal), regia di Thomas Cailley (2024)
- Making of, regia di Cédric Kahn (2024)
- The Substance, regia di Coralie Fargeat (2024)
- Le occasioni dell'amore, regia di Stéphane Brizé (2024)
- Noi e loro (Jouer avec le feu), regia di Delphine e Muriel Coulin (2025)
- Opus - Venera la tua stella (Opus), regia di Mark Anthony Green (2025)
- Death of a Unicorn, regia di Alex Scharfman (2025)
- The Legend of Ochi, regia di Isaiah Saxon (2025)
- Eddington, regia di Ari Aster (2025)